# ONDA
ONDA ofwel Office National Des Aéroports is het Marokkaanse staatsbedrijf verantwoordelijk voor de exploitatie van de (burger)vliegvelden in het land.
Marokko heeft - mede door de grootte van het land - een relatief groot aantal internationale en regionale luchthavens die allemaal geëxploiteerd worden door de ONDA.
De luchthavens welke geëxploiteerd worden door ONDA zijn:
| Stad        | Naam vliegveld                               |
| ----------- | -------------------------------------------- |
| al-Ajoen    | Vliegveld Hassan I                           |
| Casablanca  | Mohammed V International Airport             |
| Rabat       | Rabat-Sale Airport                           |
| Marrakesh   | Menara International Airport                 |
| Dakhla      | Dakhla Airport                               |
| Al Hoceima  | Cherif Al Idrissi Airport                    |
| Er Rachidia | Moulay Ali Cherif Airport                    |
| Essaouira   | Essaouira Airport (voorheen Mogador Airport) |
| Ouzerata    | Ouzerata Airport                             |
| Oujda       | Angads Airport                               |
| Tétouan     | Sania Ramel Airport                          |
| Agadir      | Al Massira Airport                           |
| Nador       | Nador International Airport                  |
| Tanger      | Ibn Batouta International Airport            |
| Fez         | Fes-Saiss Airport                            |

## Voetnoten en referenties
1. ↑  Ontleend aan ONDA website: Homepage ONDA (Engelstalige editie), bezocht: 31 juli 2010
2. 1 2  Voetnoot:: Dit vliegveld is tevens een militair vliegveld van de Marokkaanse Luchtmacht